# Рахимбаев, Абдулло Рахимбаевич
Абдулло́ Рахимба́евич Рахимба́ев (узб. Abdullo Raximboyevich Raximboyev; 19 мая (1 июня) 1896, Ходжент, Ходжентский уезд, Самаркандская область, Туркестанский край,  Российская империя — 7 мая 1938, Москва, СССР) — советский узбекский партийный и государственный деятель. Председатель Совета народных комиссаров Таджикской ССР (1933—1937).

## Биография
Родился в семье торговца. Этнический узбек.
В 1917 году член и один из руководителей Ходжентской организации «Шуро-и-Исламия» (Ферганская область), затем — секретарь Ходжентского Совета мусульманских рабочих (Ферганская область). В 1919 году секретарь исполнительного комитета Голодностепского уездного Совета, председатель исполнительного комитета Ходжентского уездного Совета, председатель исполнительного комитета Ходжентского городского Совета (Ферганская область).
В 1919 году вступил в РКП(б) и стал секретарём уездного исполкома в городе Голодная Степь. Возглавлял уездный и городской исполкомы в Ходженте, являлся председателем Самаркандского обкома КП(б) Туркестана. В 1920—1921 и в июне-октябре 1922 годов — председатель ЦИК Туркестанской АССР.
В 1921 г. — член Туркестанского бюро ЦК РКП(б) и Туркестанской комиссии ЦК РКП(б) и СНК РСФСР, член коллегии наркомата по делам национальностей РСФСР, член Туркестанской комиссии ЦИК и СНК РСФСР. В апреле 1922 года XI съезд РКП(б) был избран кандидатом в члены ЦК (апрель 1922 — апрель 1923). Одновременно, в 1922—1926 годах являлся членом Реввоенсовета Туркестанского фронта.
В 1923—1924 годах — член Центральной контрольной комиссии РКП(б). В июле—ноябре 1923 года — ответственный секретарь ЦК ЦК КП(б) Бухары, в 1923—1924 годах — секретарь ЦК КП(б) Туркестана. Являлся членом Центральной комиссии по национальному размежеванию Средне-Азиатского бюро ЦК РКП(б) — председателем Узбекской подкомиссии.
После создания Узбекской ССР был избран ответственным секретарём ЦК КП(б) Узбекистана (декабрь 1923 — декабрь 1925). С мая 1924 по декабрь 1925 года вновь являлся кандидатом в члены ЦК ВКП(б), в 1924—1926 годах — член Средне-Азиатского бюро ЦК РКП(б)-ВКП(б). С 1924 по 1925 год — секретарь Временного организационного бюро ЦК КП(б) Узбекистана, член Революционного комитета Узбекской ССР. В 1926—1928 годах находился в Москве в качестве слушателя курсов марксизма-ленинизма.
В 1928—1929 годах — председатель Правления Центрального издательства народов СССР, в 1929—1933 годах — председатель Комитета советских национальных меньшинств Народного комиссариата просвещения РСФСР.
В 1933—1937 годах — председатель СНК Таджикской ССР. С января 1934 года — один из председателей ЦИК СССР.
Летом 1937 года был освобожден от должности председателя СНК Таджикской ССР, исключён из рядов ВКП(б). В сентябре 1937 года был арестован в Сталинабаде. Перевезён в Москву и содержался в Лефортовской тюрьме. 7 мая 1938 года расстрелян по приговору Военной коллегии Верховного Суда. В 1956 году реабилитирован и восстановлен в партии.

## Награды и звания
Награждён орденом Ленина (1935) и орденом Красного Знамени Хорезмской НСР.